# Molholm Island
Molholm Island ist eine Insel im Archipel der Windmill-Inseln vor der Budd-Küste des ostantarktischen Wilkeslands. Sie liegt in der Einfahrt zur McGrady Cove im östlichen Abschnitt der Newcomb Bay.
Die Insel wurde anhand von Luftaufnahmen der US-amerikanischen Operation Highjump (1946–1947) kartiert. 1957 nahmen Wissenschaftler der Wilkes-Station unter der Leitung des US-amerikanischen Polarforschers Carl R. Eklund (1909–1962) eine Vermessung vor. Eklund benannte sie nach John Robertson Latady Molholm (* 1938), Glaziologe auf der Wilkes-Station im selben Jahr.